# Geri Halliwell

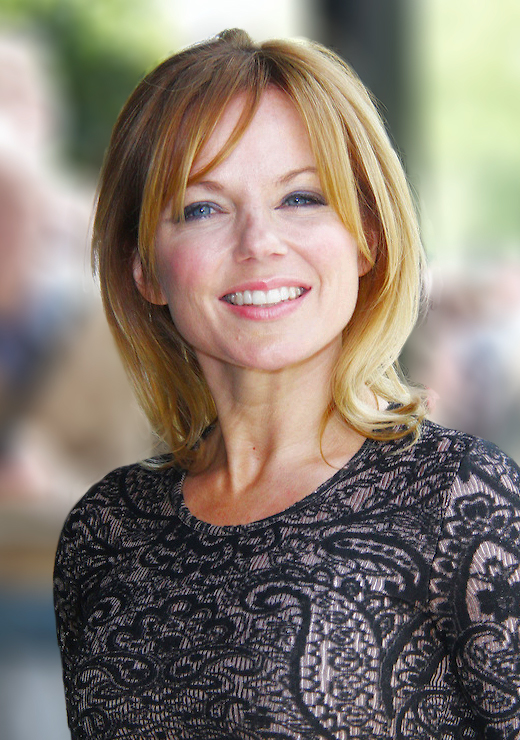
Geri Halliwell (2013)

Geraldine Estelle Horner (nhũ danh: Halliwell; sinh ngày 6/8/1972) là ca sĩ, diễn viên, nhà thiết kế thời trang người Anh Quốc. Halliwell nổi tiếng từ những năm 1990 với biệt danh Ginger Spice trong nhóm nhạc nữ Spice Girls. Năm 1998, Halliwell rời Spice Girls để hoạt động âm nhạc riêng, sau đó cô quay trở lại vào năm 2007 khi cả nhóm tái hợp. Ước tính, cô đã kiếm được khoảng $40 triệu USD trong hai năm cuối hoạt động với nhóm.